# کین شیا
کین شیا (به چینی: 秦晓) (زاده آوریل ۱۹۴۷) کارآفرین، مدیر اجرایی، اقتصاددان و بانکدار چینی است، که از سال ۲۰۰۱ به‌عنوان رییس هیئت مدیره بانک بازرگانان چین فعالیت می‌نماید. وی که از دانش‌آموختگان رشته اقتصاد دانشگاه کمبریج است، از معماران اقتصاد چین به‌شمار می‌آید.
از سوابق مدیریتی شیا، می‌توان به: ریاست هیئت مدیره سیتیک گروپ و چاینا سیتیک بانک، ریاست سازمان همکاری‌های اقتصادی آسیا–اقیانوسیه و عضو هیئت مدیره چاینا تلکام اشاره کرد. 